# Skarpabborrtjärnen (Haverö socken, Medelpad)
Skarpabborrtjärnen är en sjö i Ånge kommun i Medelpad och ingår i Ljungans huvudavrinningsområde.